# Dane A. Davis
Dane A. Davis ist ein Tontechniker.

## Leben
Davis, der im Bereich der Tontechnik neben dem Tonschnitt auch an der Tongestaltung und Soundeffekten arbeitet, begann seine Karriere Anfang der 1980er Jahre mit Kurzfilmen und Dokumentarfilmen. Sein Spielfilmdebüt war der Horrorfilm Das Tier II. In der Folge war er an vielen Science-Fiction-Filmen und Horrorfilmen beteiligt. Zwischen 1997 und 2010 war er elf Mal für den Golden Reel Award nominiert, wovon er den Preis vier Mal gewinnen konnte.
Davis wirkte an allen drei Teilen der Matrix-Trilogie der Wachowskis mit. Für den ersten Teil, Matrix, wurde er  2000 mit dem Oscar in der Kategorie Bester Tonschnitt ausgezeichnet. Außerdem erhielt er für Matrix den BAFTA Film Award in der Kategorie Bester Ton.

## Filmografie (Auswahl)
- 1985: Das Tier II (Howling II: Stirba – Werewolf Bitch)
- 1986: Das Geheimnis des Grabmals am Nil (The Tomb)
- 1986: Freitag der 13. Teil VI – Jason lebt (Friday the 13th Part VI: Jason Lives)
- 1987: Die Fürsten der Dunkelheit (John Carpenter’s Prince of Darkness)
- 1989: Abyss – Abgrund des Todes (The Abyss)
- 1989: Warlock – Satans Sohn (Warlock)
- 1992: Die Hand an der Wiege (The Hand That Rocks the Cradle)
- 1997: Boogie Nights
- 1999: Matrix (The Matrix)
- 2000: Red Planet
- 2002: 8 Mile
- 2003: Matrix Reloaded (The Matrix Reloaded)
- 2003: Matrix Revolutions (The Matrix Revolutions)
- 2007: Ghost Rider
- 2008: Der Tag, an dem die Erde stillstand (The Day the Earth Stood Still)
- 2012: The Cabin in the Woods
- 2015: Jupiter Ascending

## Auszeichnungen (Auswahl)
- 2000: Oscar in der Kategorie Bester Tonschnitt für Matrix
- 2000: BAFTA Film Award in der Kategorie Bester Ton für Matrix